# Preah Khan

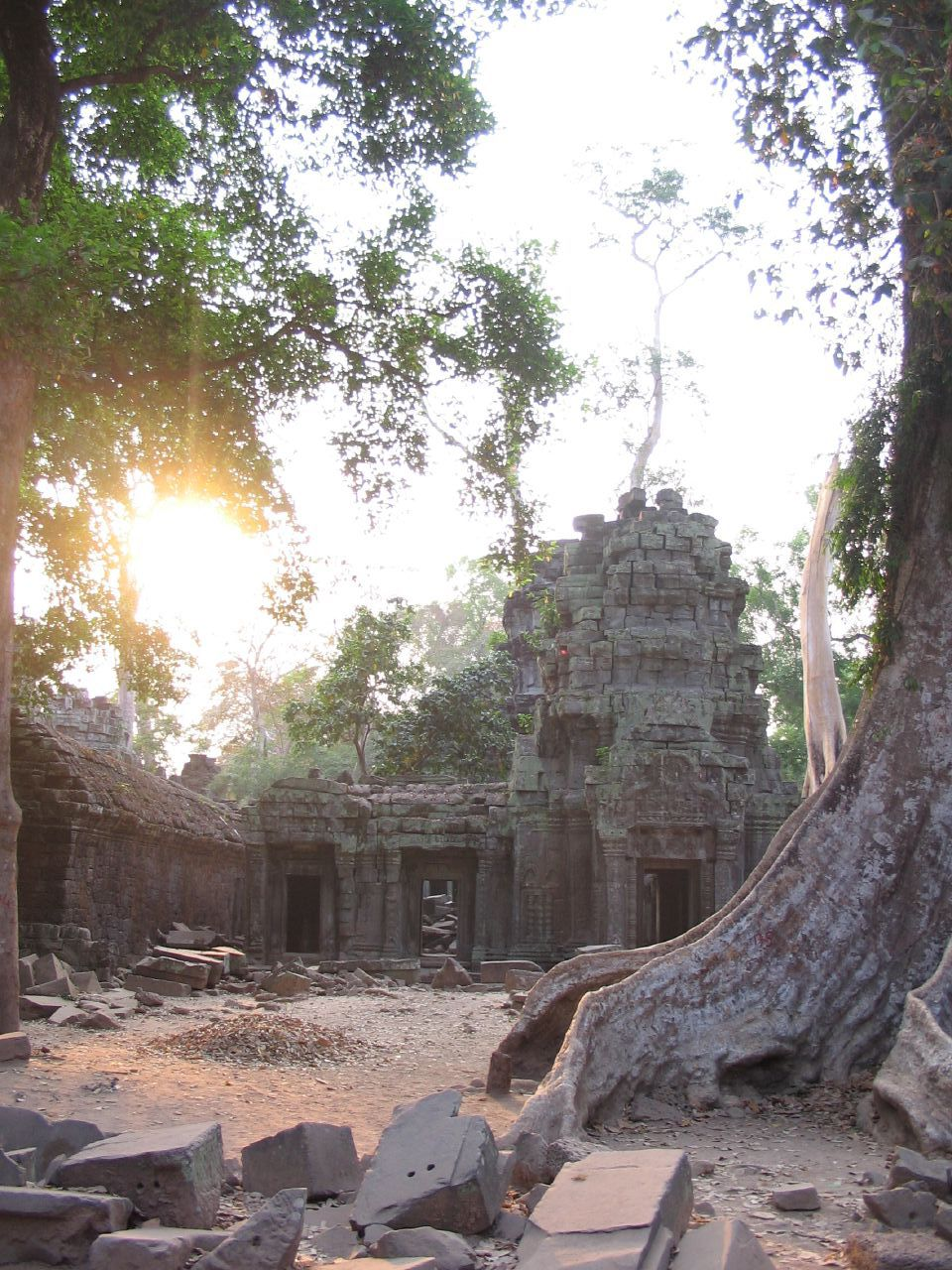
Der Ahnentempel Preah Khan, früher Zentrum einer Kloster- und Universitätsstadt

Die buddhistische Tempelanlage Preah Khan („Heiliges Schwert“), in der kambodschanischen Provinz Siem Reap gelegen, ist vermutlich das Relikt einer provisorischen Angkor-Hauptstadt. Der verhältnismäßig gut erhaltene Komplex aus dem späten 12. Jahrhundert zählt zu den formenreichsten und bedeutendsten Flachtempeln des Kulturkreises.

## Geschichte
Im Jahr 1181 gelang es den Khmer-Truppen, die Cham aus dem Angkorgebiet zurückzuschlagen. Der erfolgreiche Heerführer bestieg als Jayavarman VII. den Königsthron und begann umgehend ein ehrgeiziges Bauprogramm: Insbesondere verantwortete er den Nördlichen Baray oder Baray von Preah Khan (einen 3500 auf 900 m großen, heute trockenen Wasserspeicher), den Ahnentempel Ta Prohm (in Erinnerung an seine Mutter), den Ahnentempel Preah Khan (in Erinnerung an seinen Vater) und die neue Hauptstadt Angkor Thom mit dem Staatstempel Bayon. Bis zur Fertigstellung von Angkor Thom diente vermutlich das nordwestlich gelegene, fast angrenzende Preah Khan als provisorische Hauptstadt. Alte Quellen legen nahe, dass hier eine wichtige Schlacht stattgefunden hatte, in deren Verlauf der König der Cham getötet worden war. Nur wenige Jahre später soll das Areal schon mehrere buddhistische Klöster und eine buddhistische Universität mit über 1000 Lehrern beherbergt haben; jedenfalls war Preah Khan weit mehr als ein Tempel: eine Stadt von beachtlicher Größe.
Mitte des 13. Jahrhunderts, unter König Jayarvaman VIII., wurde der Komplex vorübergehend hinduisiert, die Buddha-Statuen und -Reliefs wurden zerstört oder umgemeißelt. Im 20. Jahrhundert begannen gründliche Restaurierungsarbeiten. Diese konnten allerdings nur die Steinbauten und -ruinen betreffen, denn nach fast einem Jahrtausend waren die Holzbauten so gut wie spurlos verschwunden.

## Anlage

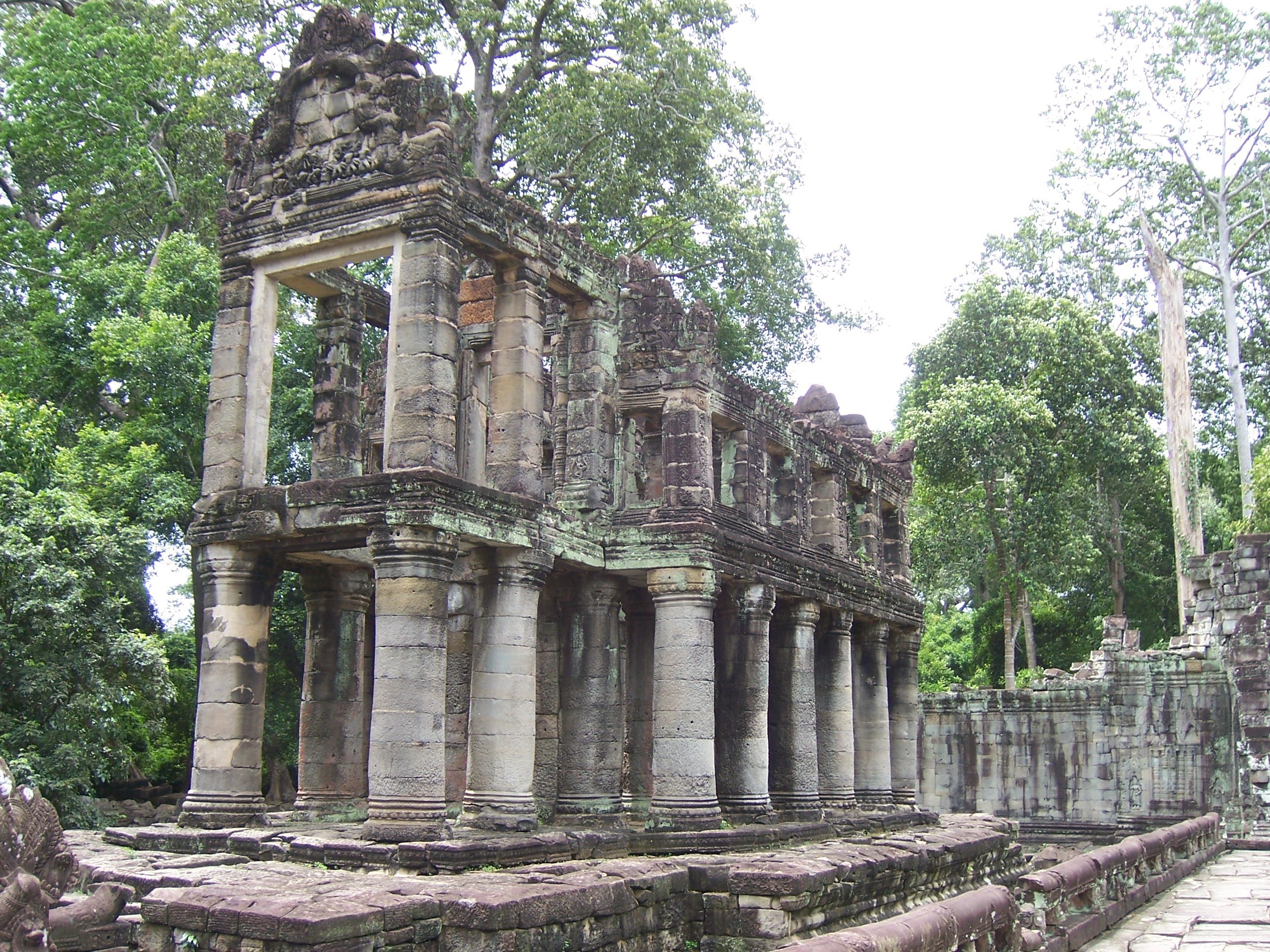
Eine zweistöckige Säulenhalle, steinerne Nachahmung typischer Khmer-Holzbauten

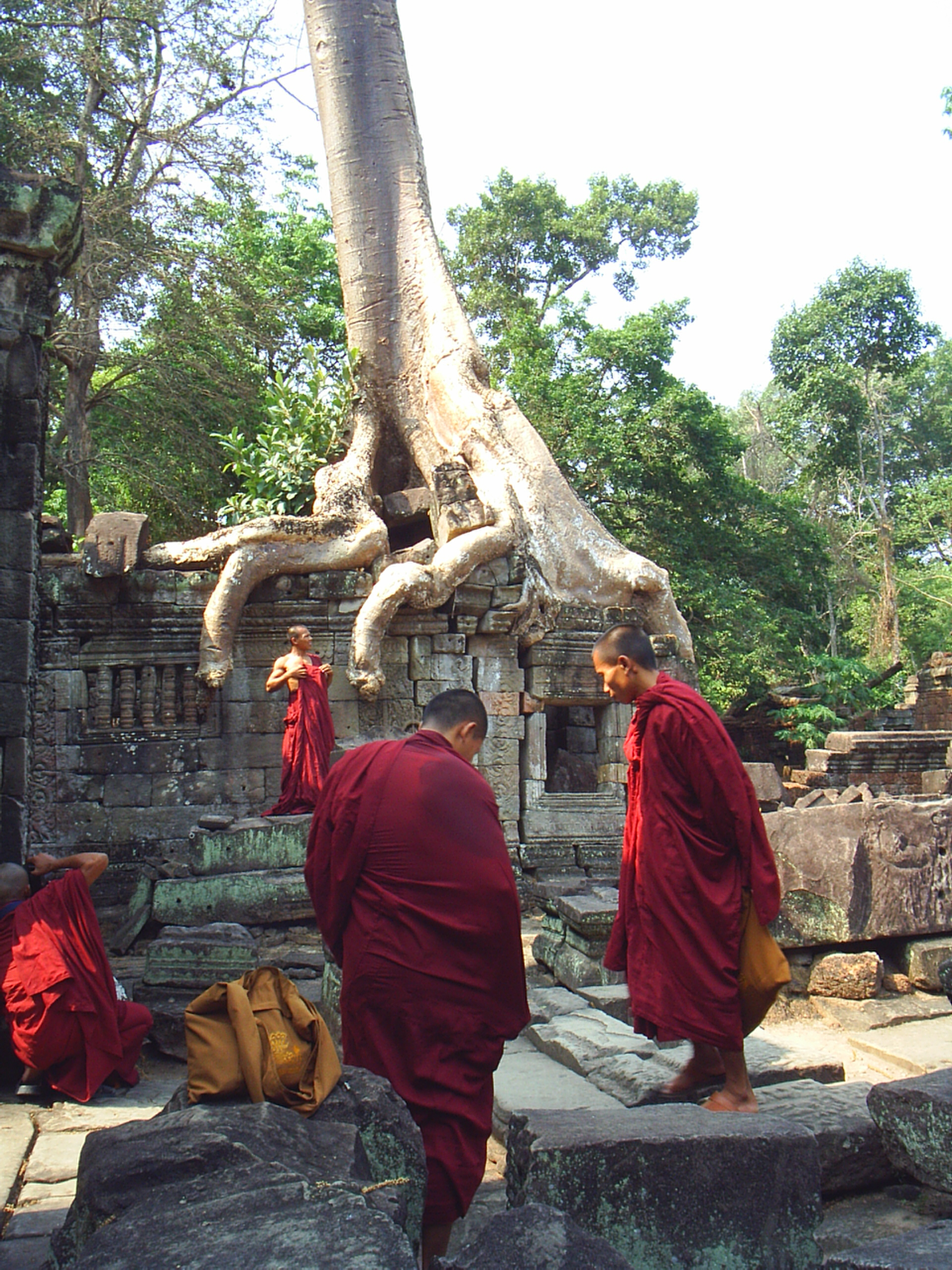
Zu Besuch in Preah Khan: buddhistische Mönche

Vom Osten her führt ein Dammweg an die Einfriedung der Stadt heran. Hinter uns liegt der Nördliche Baray: die gestufte Terrasse der Anlegestelle, die bewaldete Fläche des ehemaligen Wasserspeichers und in deren Mitte, fast 2 km entfernt, die Tempelinsel Neak Pean. Vor uns liegt die Schmalseite der rechteckigen, 750 auf 900 m messenden Stadtanlage. Die äußere Umfassungsmauer besitzt in jeder Haupthimmelsrichtung einen Torbau (Gopura) und ist von einem Wassergraben umgeben.
Der Weg führt durch das Osttor hindurch in das ehemalige Stadtgebiet, heute eine weitgehend freie Fläche. Nach 200 m liegt rechts das erst kürzlich restaurierte „Haus des Feuers“, eine von 121 gleichartigen Kapellen, die Jayavarman VII. an den Hauptstraßen des Reiches bauen ließ. Nach weiteren 200 m erreichen wir die nächste Umfassungsmauer, 175 auf 200 m, wiederum mit vier Torbauten. Jenseits finden sich zahlreiche erhaltene Gebäude, links und rechts des Weges z. B. die „Halle der Tänzerinnen“, nördlich davon eine bemerkenswerte, fast griechisch anmutende zweistöckige Säulenhalle: eine Nachahmung typischer Khmer-Holzbauten in Stein, wohl ein ehemaliger Reisspeicher.
Weitere zwei Umfassungsmauern folgen, die ziemlich dicht beieinander stehen: Die eine misst 76 auf 85, die andere 55 auf 62 m. Nun betreten wie einen im Grundriss kreuzförmigen Bau. Wo sich die vier langen, durch zahlreiche unterschiedlich dimensionierte Türöffnungen führenden, aber Durchsicht gewährenden Korridore treffen, befindet sich das zentrale Heiligtum, der so genannte Prasat; seit etwa dem 16. Jahrhundert beherbergt er einen kleinen Stupa. Die Anordnung der dicht an dicht stehenden, teils später entstandenen Gebäude in den vier Eckbereichen des inneren Tempelbezirks, den so genannten Viertelhöfen, ist verwirrend.
Der Weg von hier zum äußeren Westtor ist vergleichsweise kurz, denn der Tempel, die drei inneren Umfassungsmauern und zugleich das äußere Nord- und Südtor sind etwas westwärts verlagert.

## Bauschmuck
Neben den bereits erwähnten umgemeißelten Buddhastatuen und -reliefs weist Preah Khan eine Vielzahl hervorragend gearbeiteter Sandsteinarbeiten auf: Nagabalustraden und Löwen an der Anlegestelle, Riesenbalustraden vor dem Osttor (vergleiche Angkor Thom), 72 Garudareliefs ringsum an der Außenseite der Stadtmauer (alle 50 m, je 5 m hoch, an den Ecken noch höher), Apsarafriese in der Halle der Tänzerinnen, am nördlichen Satellitentempel ein ruhender Vishnu, am Nordtor zwei große Dvarapala.